# Bedřich Deym ze Stříteže
Bedřich Deym ze Stříteže, v německojazyčných pramenech též Friedrich Deym von Střitež (21. května 1866, Nemyšl – 2. ledna 1929, Praha), byl český šlechtic z rodu Deymů ze Stříteže a politik, za Rakouska-Uherska na konci 19. a počátku 20. století poslanec Říšské rady.

## Biografie

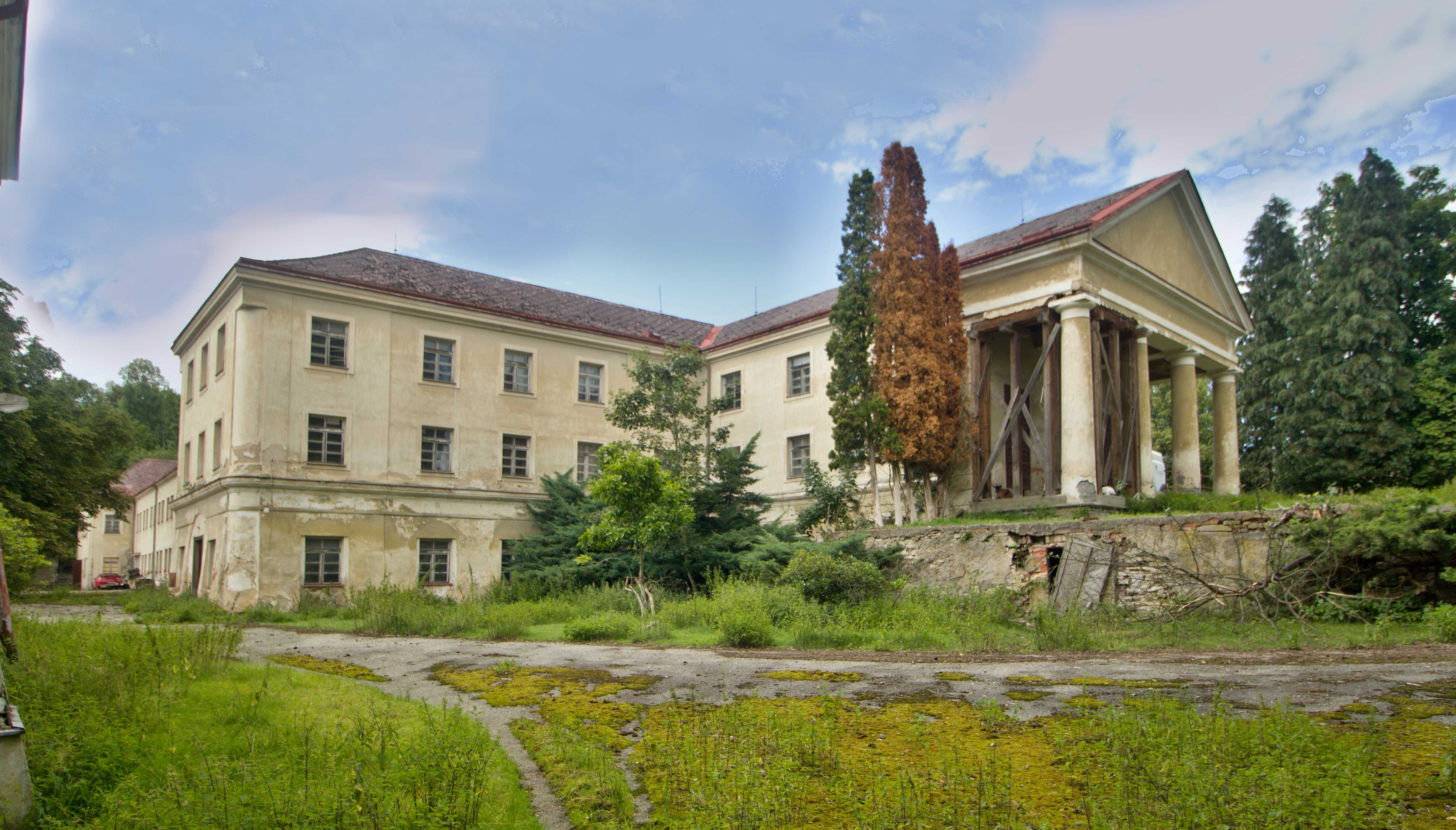
Zámek Nemyšl, místo narození

Jeho děd Bedřich Josef Deym ze Stříteže byl zemským politikem. Otcem byl Felix Deym ze Stříteže.
Vystudoval německé státní gymnázium v Praze a pak vystudoval práva na Karlo-Ferdinandově univerzitě v Praze a na Mnichovské univerzitě. V roce 1889 získal titul doktora práv na české Univerzitě Karlově v Praze. Sloužil v armádě a následně působil v období let 1889–1890 coby úředník na místodržitelství ve Vídni, poté krátkou dobu v Bruck an der Leitha. Od roku 1891 zasedal v prezídiu zemské správy v Salcburku. Roku 1892, poté, co zemřel otec Felix, se ujal správy rodinného majetku. Vlastnil velkostatky Nemyšl na Táborsku a Starý Jičín na severní Moravě, kde od roku 1908 bydlel. Od roku 1894 pracoval znovu na místodržitelství ve Vídni. Ze státních služeb odešel v roce 1899. Oženil se s Marií Sternbachovou z bývalého baronského rodu ze Starého Jičína. Měli spolu šest dětí.
Podporoval české národní hnutí a státní právo. Po téměř třicet let byl členem české zemské zemědělské rady, od roku 1906 moravské zemské zemědělské rady. Po dvanáct let působil jako člen obchodní a živnostenské komory v Českých Budějovicích. Byl rovněž předsedou správní rady První všeobecné akciové společnosti pro životní pojištění. Byl aktivní v katolickém hnutí. Podporoval křesťanské spolky. Po několik let zastával funkci předsedy Katolicko-politické jednoty pro Království české, která byla předchůdkyní katolických politických stran. Byl čestným rytířem maltézského řádu a od roku 1891 čestným komořím.

V 90. letech se zapojil i do celostátní politiky. Ve volbách do Říšské rady roku 1897 získal mandát na Říšské radě za velkostatkářskou kurii v Čechách. Mandát obhájil i ve volbách do Říšské rady roku 1901. Byl zvolen za českobudějovickou skupinu velkostatkářské kurie. K roku 1901 se uvádí jako Dr. Friedrich von Střitež, hrabě, c. a k. komoří a velkostatkář.

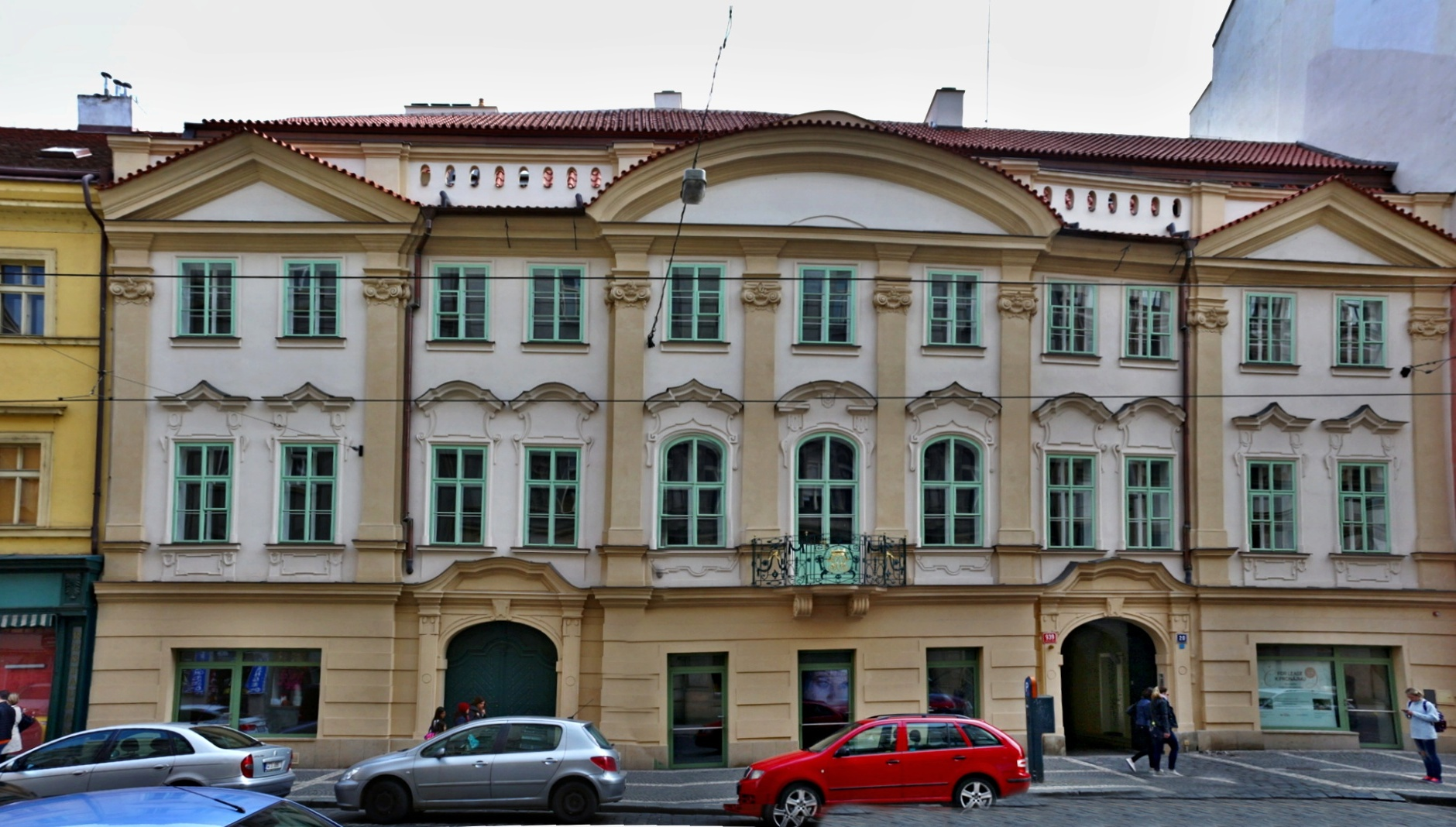
Palác v Jindřišské ulici v Praze, místo úmrtí Bedřicha Deyma.

Od zemských voleb v roce 1901 zasedal na Českém zemském sněmu, kam byl zvolen za kurii velkostatkářskou (nesvěřenecké velkostatky). Byl členem Strany konzervativního velkostatku. Uspěl i v zemských volbách v roce 1908. Po rozpuštění sněmu (tzv. Anenské patenty) roku 1913 usedl do zemské správní komise. Za světové války byl členem výkonného výboru Strany konzervativního velkostatku. Během první světové války sloužil jako záložní důstojník na území Polska.
Na podzim roku 1918 poskytl svůj pražský palác v Jindřišské ulici (tzv. Harrachovský palác) pro potřeby Národního výboru československého a právě zde došlo k ustavení první československé vlády (vláda Karla Kramáře). Palác později koupila Národní banka Československá.
V závěru života již politicky nevystupoval, byl ale aktivní v katolických spolcích. Zemřel v lednu 1929 ve svém bývalém paláci v Jindřišské ulici v Praze. Byl pohřben v Starém Jičíně.